# Kingston (Ontario)
Kingston és una ciutat de la província canadenca d'Ontario.
Kingston està localitzada a la ribera del Riu Sant Llorenç. La ciutat té una població de 114.195 mil habitants, tenint prop de 147 mil en la seva regió metropolitana. L'àrea de la ciutat és de 450,39 km² (1.906,82 km² en la seva regió metropolitana) i la seva densitat de població és de 253,5 hab/km² (77 hab/km² en la seva regió metropolitana).
Les principals fonts d'ingressos de la ciutat són el turisme, la prestació de serveis educatius, la indústria de manufactura i la seguretat. Set de les principals cadenes de seguretat màxima del país estan en la ciutat. Kingston va ser la primera Capital del Canadà.

## Història

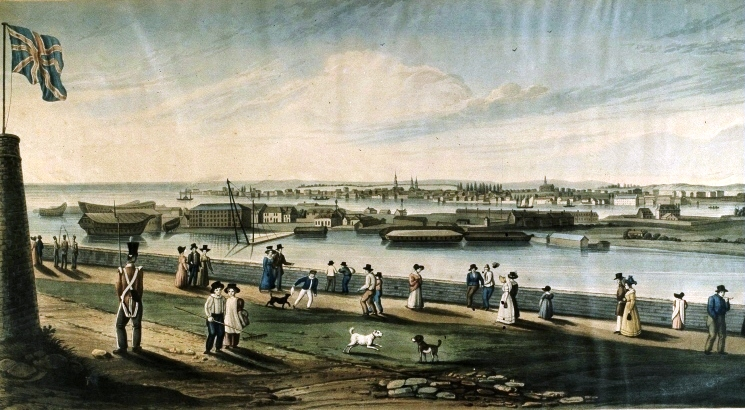
Kingston de Fort Henry, 1828

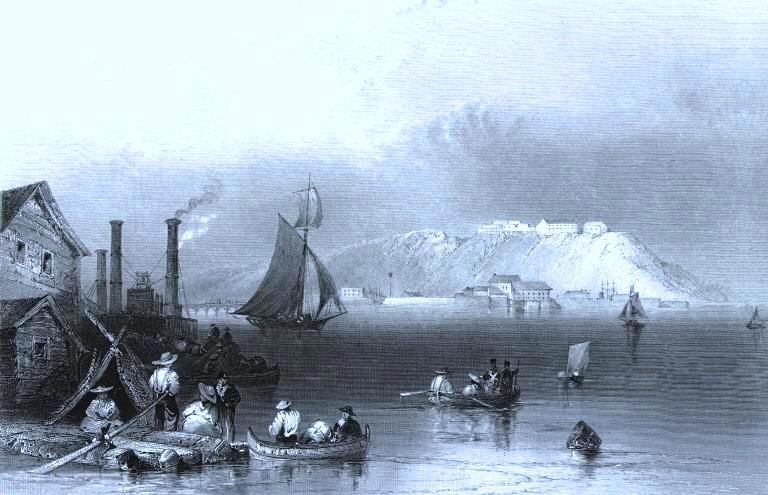
Ciutadella de Kingston, vers 1840

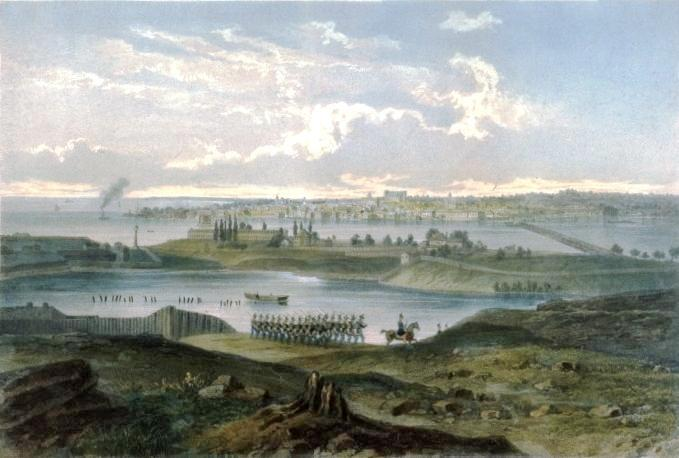
Kingston, 1851

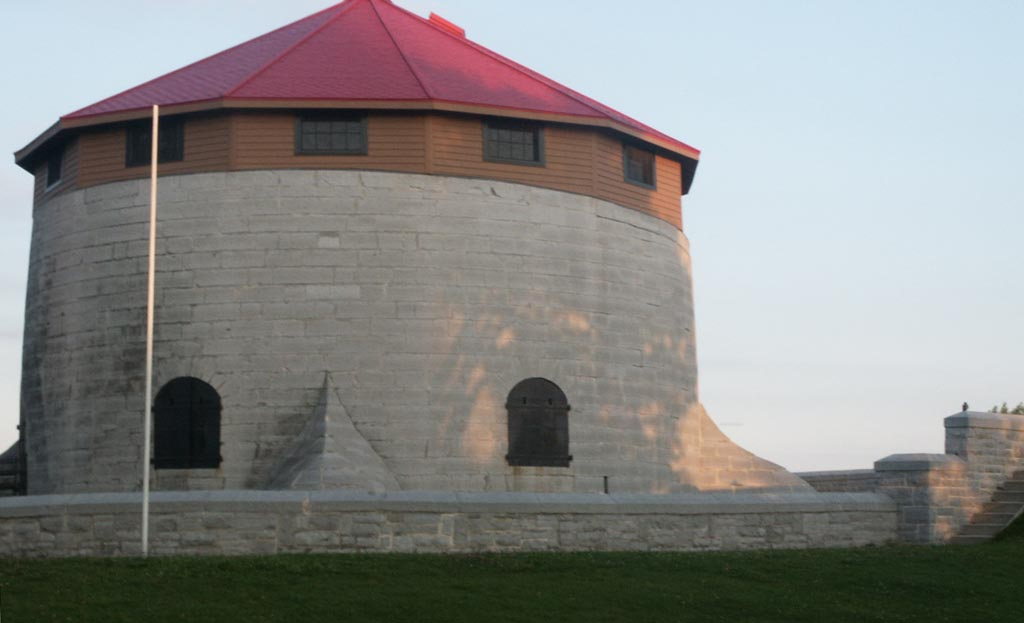
Murney Tower

El 1673, el governador de Nova França, Louis de Frontenac, va fer construir un fort al lloc actual de la ciutat, anomenat Fort Cataraqui (antigues grafies) : Cataracoui, Kataracouy) i després rebatejat com a Fort Frontenac. Cavelier de la Salle va ser el seu primer comandant i va doblar l'àrea del fort. El 1677, el lloc acollia una quarantena de francesos, inclosa una dotzena de famílies de colons.
El 1758, durant la Guerra dels Set Anys, el fort va ser pres i destruït pels britànics. La batalla de Fort Frontenac oposa una força de 150 homes, del costat francès, a un exèrcit de 3 000 soldats soldats anglesos. La ciutat es va restablir el 1784 com a camp de refugiats dels lleials britànics que fugien de la Revolució Americana per tal de romandre a l'Imperi.
La nació Mohawk de les Sis Nacions iroqueses de Nova York (dirigida per Molly Brant) també formava una part important de la població local a finals del segle xviii. La comunitat ara coneguda com a Cataraqui, del nom original dels nadius americans "Kateracoui" de Mississauga, es troba a l'oest de Kingston.
Kingston es va utilitzar llavors com a base per a la flota naval britànica a la regió oriental dels Grans Llacs, que competia ferotge amb la flota estatunidenca amb seu a Sackets Harbor (Nova York) pel control del Llac Ontario. Després de la guerra, Gran Bretanya va construir el Fort Henry i una sèrie de torres Martello per protegir l'entrada del Canal Rideau d'una invasió estatunidenca.
Quan es va proclamar l'Acta d'unió el 1840, Kingston va ser triada com a futura capital de la Província Unida del Canadà. La primera Assemblea Legislativa de la província del Canadà té lloc des del 14 de juny fins al 18 de setembre de 1841. Tanmateix, des del 28 de setembre de 1842, l'Assemblea va declarar la ciutat inadequada per servir com a seu del govern i després va triar Mont-real com a capital, on el govern es va traslladar del 1844 al 1849, després es va traslladar a Toronto (1849-1851), després al Quebec (1851-). 1859) i finalment a Ottawa. La confederació es va votar el 1867.
Kingston és la ciutat d'adopció del primer Primer ministre del Canadà, Sir John A. Macdonald, que hi és enterrat.
Kingston rep la seva carta de ciutat el 18 de maig de 1846.

## Economia
La població dels districtes més fèrtils d'Ontario, a l'oest de Kingston, es va multiplicar per quatre entre el 1838 i el 1851 i les zones conreades van augmentar encara més. La regió va quedar penalitzada per primera vegada quan el mercat del blat es va esfondrar el 1834-1835 durant una crisi de sobreproducció amplificada per l'especulació: un bushel es va vendre a 35 cèntims, per sota del seu cost de producció (40 a 50 cèntims), i tres vegades menys que uns anys abans. El preu de la terra es va reduir en quatre, la depressió i les males collites van assolar moltes zones recentment poblades a la dècada de 1830. Quebec, la producció de la qual també va disminuir, va haver d'obtenir subministraments d'Europa i Ontario i després va exportar als Estats Units quan les seves collites van repuntar el 1838, aprofitant la navegació durant tot l'any al llac Ontario. Aquest desenvolupament va portar Anglaterra a reduir els impostos sobre el blat canadenc el 1842 i els quebequesos a cavar el canal de Lachine, cosa que va permetre evitar els ràpids de Lachine, una zona clau de la Via marítima del Sant Llorenç. Aquesta ruta d'exportació de blat, però, estava bloquejada pel gel a l'hivern, període en què s'havia d'utilitzar l'elevador de cereals inventat el 1842 a Buffalo (Nova York) per Joseph Dart.
Als segles XIX i XX, Kingston va ser un important port dels Grans Llacs i un centre de construcció de vaixells i locomotores. Aquesta indústria pesant s'apaga a la segona meitat del segle xx, els llocs de treball es concentren principalment en els sectors governamentals, particularment en els camps correccionals, educatius, militars i terciaris. A més, hi ha diversos llocs industrials importants a Kingston, inclosos DuPont i Bombardier.

## Personalitats

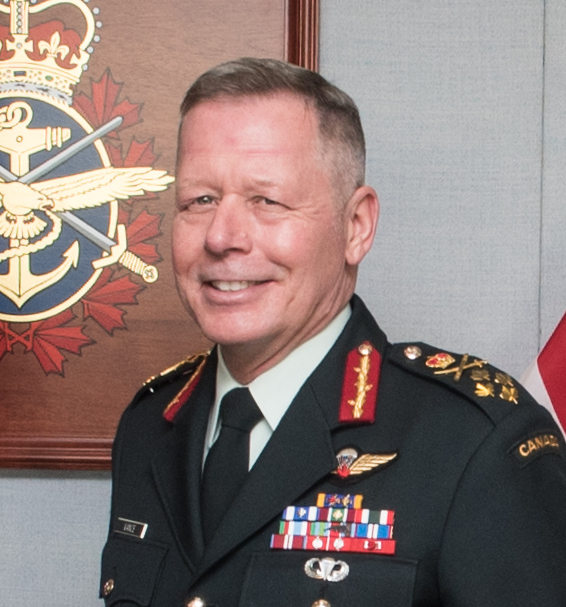
General Jonathan Vance

- Bryan Adams, cantant de rock, hi va néixer el 1959.
- Thomas Carty, jugador d'hoquei sobre gel, va néixer allà el 1942.
- Gord Downie, cantant del grup de rock The Tragically Hip, nascut el 1964.
- Jessamyn Rodriguez, nascuda el 1976, emprenedora social.
- Doug Gilmour, jugador d'hoquei retirat.
- Jimmy Hayward, director, animador i guionista que va treballar a Pixar Animation Studios i Blue Sky Studios
- Bryan Allen, jugador d'hoquei que juga amb els Anaheim Ducks
- Jean-Philippe Leguellec, biatleta canadenc, és natural de Kingston.
- Mary Brant
- Jonathan Vance, cap de l'estat major de la defensa del Canadà